# Henricus acosmetes
Henricus acosmetes är en fjärilsart som beskrevs av Józef Razowski 1986. Henricus acosmetes ingår i släktet Henricus och familjen vecklare. Inga underarter finns listade i Catalogue of Life.